# Rudolf Friedl (Maschinenbauingenieur)
Rudolf Friedl (* 1930) ist ein deutscher Maschinenbauingenieur und Hochschullehrer für hydraulische und pneumatische Anlagen und Rohrleitungssysteme.

## Leben und Wirken
Rudolf Friedl erlernte den Beruf eines Mechanikers und absolvierte von 1950 bis 1953 ein Maschinenbaustudium an der Ingenieurschule Mittweida sowie von 1963 bis 1970 ein Fernstudium an der TH Magdeburg, wo er 1976 zum Dr.-Ing. promoviert wurde. Er habilitierte sich zum Dr. sc. techn. 1982/1983 an der Universität Rostock.
In langjähriger Praxis war Friedl  als Konstrukteur in der Warnowwerft Warnemünde und als Dozent für hydraulische und pneumatische Anlagen und Rohrleitungssysteme sowie als Professor für Wärmetechnik und Strömungsmechanik an der Ingenieurhochschule für Seefahrt Warnemünde/Wustrow (IHS) tätig.
Er ist Autor mehrerer Fachaufsätze, Mitautor des im Berliner Verlag Technik erschienenen Standardwerkes Schiffsmaschinenbetrieb sowie Mitautor des ebenda erschienenen Fachbuches Schiffsrohrleitungen. Zu Friedls Schriften zählten auch Publikationen in den Fachzeitschriften seiner Zeit, wie die Wissenschaftliche Beiträge der IHS.
Friedl wurde als Verdienter Aktivist und mit der Auszeichnung Vaterländischer Verdienstorden in Stufe III geehrt.

## Publikationen (Auswahl)
- Ein Verfahren zur Ermittlung der Kennlinienfelder von Dieselmotoren. Dissertation A , Technische Hochschule Magdeburg 1976 (DNB 840029217)
- Ermittlung von Raumströmungsparametern in zwangsbelüfteten Räumen unter besonderer Berücksichtigung der Lüftung und Klimatisierung von Schiffsräumen. Dissertation B mit Karl-Heinz Vogel, Universität Rostock 1982/1983 (DNB 831148152)
- Eckard Moeck (Hrsg.): Schiffsmaschinen-Betrieb. 5. stark bearb. Auflage, Verlag Technik, Berlin 1990, ISBN 3-341-00804-7.
Darin: Abschnitt 10 – Versorgungs- , Aufbereitungs- und Entsorgungsanlagen – mit Abschnitt 10.1 (S. 411–412); Abschnitt 10.3 (S. 414–418); Abschnitt 10.7 und 10.8 (S. 452–463) sowie Abschnitt 11 – Sicherheitsanlagen – mit Joachim Hahne, dort Abschnitt 11.2 (S. 465–468) sowie Abschnitt 11.5 und 11.6 (S. 475–484).
- mit Siegfried Heß, Horst Lappert: Zur Entwicklung der Sektion Grundlagenausbildung an der Ingenieurhochschule für Seefahrt Warnemünde/Wustrow. In: Wissenschaftliche Beiträge. Ingenieurhochschule für Seefahrt Warnemünde/Wustrow (Selbstverlag), Rostock-Warnemünde 1979–1989, Bd. 16 (1989), Nr. 4, Seite 5–7, ISSN 0323-8725 (DNB 013199749).
- Horst Mann (Hrsg.): Schiffsrohrleitungen. Verlag Technik, Berlin 1986 (DNB 861220412).
Darin: Abschnitt 1 – Allgemeine Grundlagen für Projektierung und Konstruktion (S. 12–35); Abschnitt 4 – Rohrleitungen für den Maschinenbetrieb (S. 162–169).
- Hans Theremin und Heinz Röbke (Hrsg.): Schiffsmaschinenbetrieb. 4. durchges. Auflage, Verlag Technik, Berlin 1982 (DNB 820877654).
Darin mit Horst Mann: Abschnitt 6 – Rohrleitungsanlagen – (S. 246–292).